# Joni James
Joni James, właśc. Giovanna Carmella Babbo (ur. 22 września 1930 w Chicago, zm. 20 lutego 2022 w West Palm Beach) – amerykańska piosenkarka pochodzenia włoskiego.

## Wyróżnienia
Została wyróżniona swoją gwiazdą na Hollywoodzkiej Alei Gwiazd.